# يوهان ليونارد هوفمان
يوهان ليونارد هوفمان هو جراح وطبيب هولندي، وُلِد في 1710، وتوفي في 1782.